# 43 Ariadne
A 43 Ariadne a Naprendszer kisbolygóövében található aszteroida, Norman Robert Pogson fedezte fel 1857. április 15-én. Nevét a görög mitológiai Ariadné királylányról kapta.

## Jellemzők
A 43 Ariadne hosszúsága mintegy kétszerese a szélességének, a forgási iránya retrográd (a Föld keringésének irányával ellentétes). A legnagyobb látszólagos átmérője megegyezik a Plútó legnagyobb látszólagos átmérőjével.

## Fordítás
- Ez a szócikk részben vagy egészben  a(z)   43 Andromeda című angol Wikipédia-szócikk fordításán alapul.  Az eredeti cikk szerkesztőit annak laptörténete sorolja fel. Ez a jelzés csupán a megfogalmazás eredetét és a szerzői jogokat jelzi, nem szolgál a cikkben szereplő információk forrásmegjelöléseként.